# Fritz Gansberg
Fritz Gansberg, född 9 april 1871 i Bremen, död där 12 februari 1950, var en tysk reformpedagog.
Fritz Gansberg blev folkskollärare i Bremen 1890. Han intresserade sig för att skapa en arbetsskola i John Deweys anda. Banbrytande för nyare undervisningsmetoder var hans läse- och läroböcker, bland annat Bei uns zu Haus (1905). Åtskilliga av Gansbergs pedagogiska arbeten väckte livlig debatt, såsom Demokratische Pädagogik (1911), Wie wir die Welt begreifen (1913) och Der freie Aufsatz (1914).